# 1196 Sheba
1196 Sheba је астероид главног астероидног појаса. Приближан пречник астероида је 29,17 ,
а средња удаљеност астероида од Сунца износи 2,652 астрономских јединица (АЈ).
Инклинација (нагиб) орбите у односу на раван еклиптике је 17,673 степени, а орбитални период износи 1578,265 дана (4,321 године). Ексцентрицитет орбите астероида износи 0,181.
Апсолутна магнитуда астероида износи 10,26 а геометријски албедо 0,163.
Астероид је откривен 21. маја 1931. године.